# Vượn cáo bụng đỏ
Vượn cáo bụng đỏ (Eulemur rubriventer) là một loài động vật có vú trong họ Lemuridae, bộ Linh trưởng. Loài này được I. Geoffroy mô tả năm 1850.

## Hình ảnh

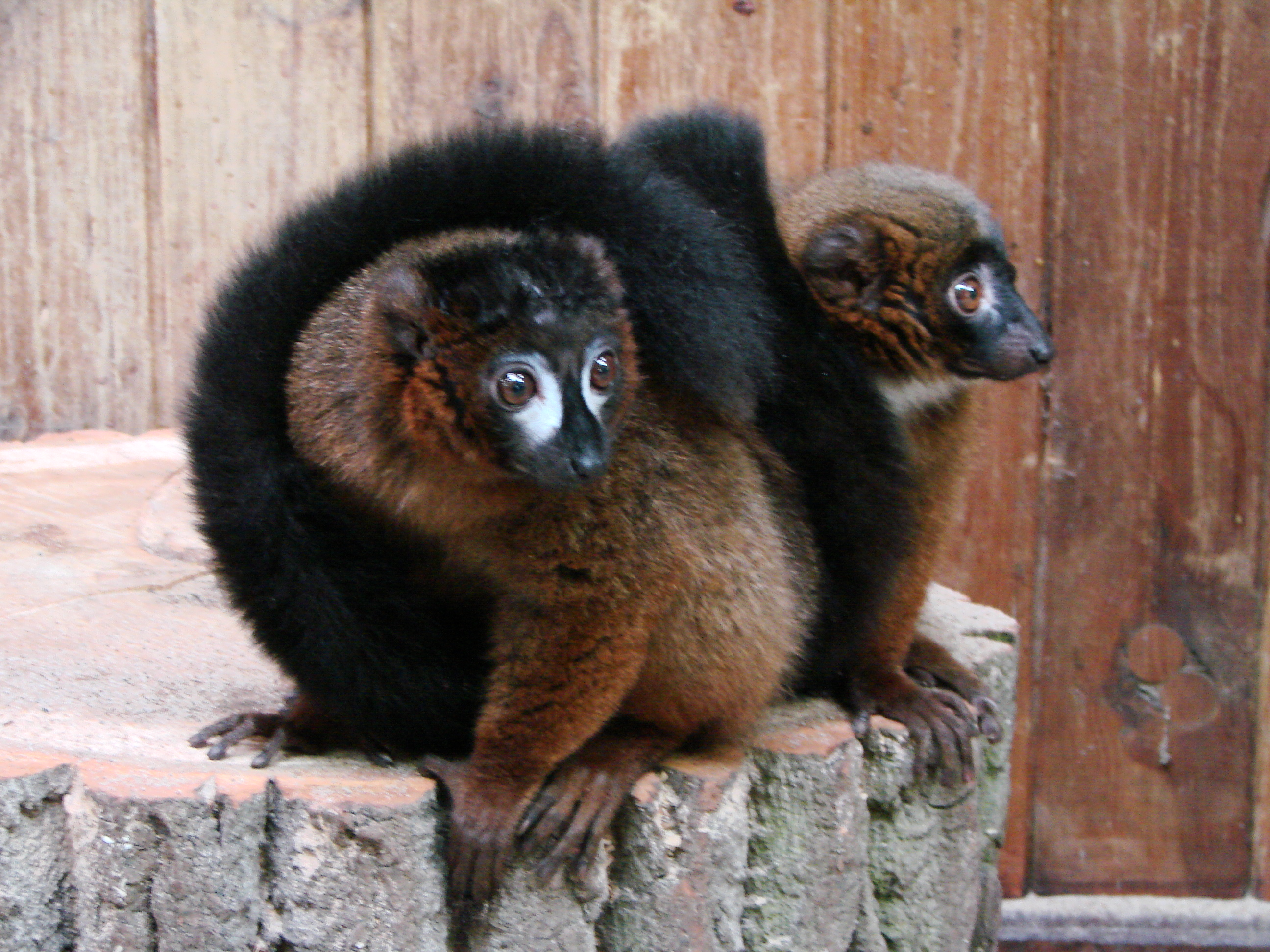
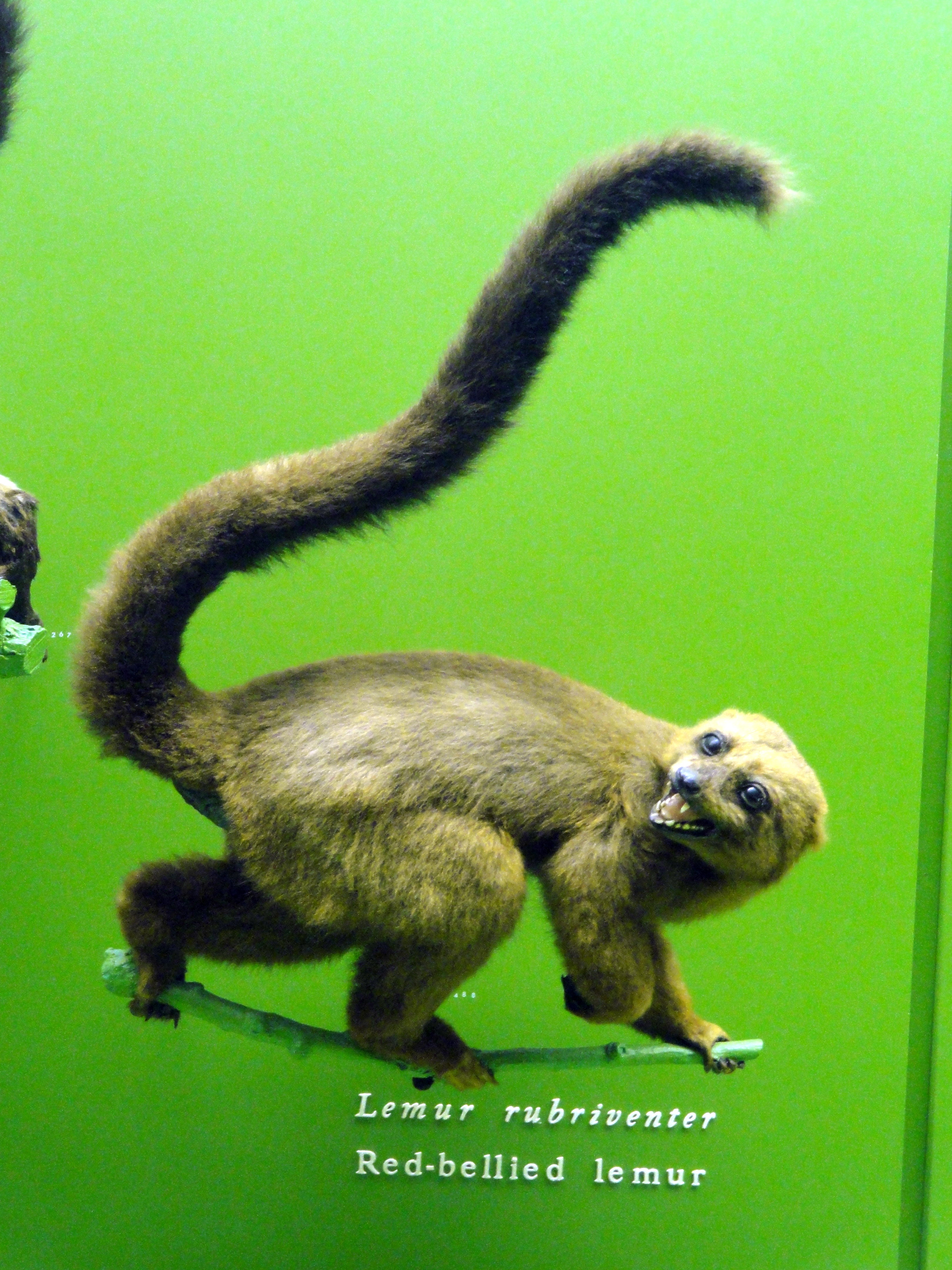
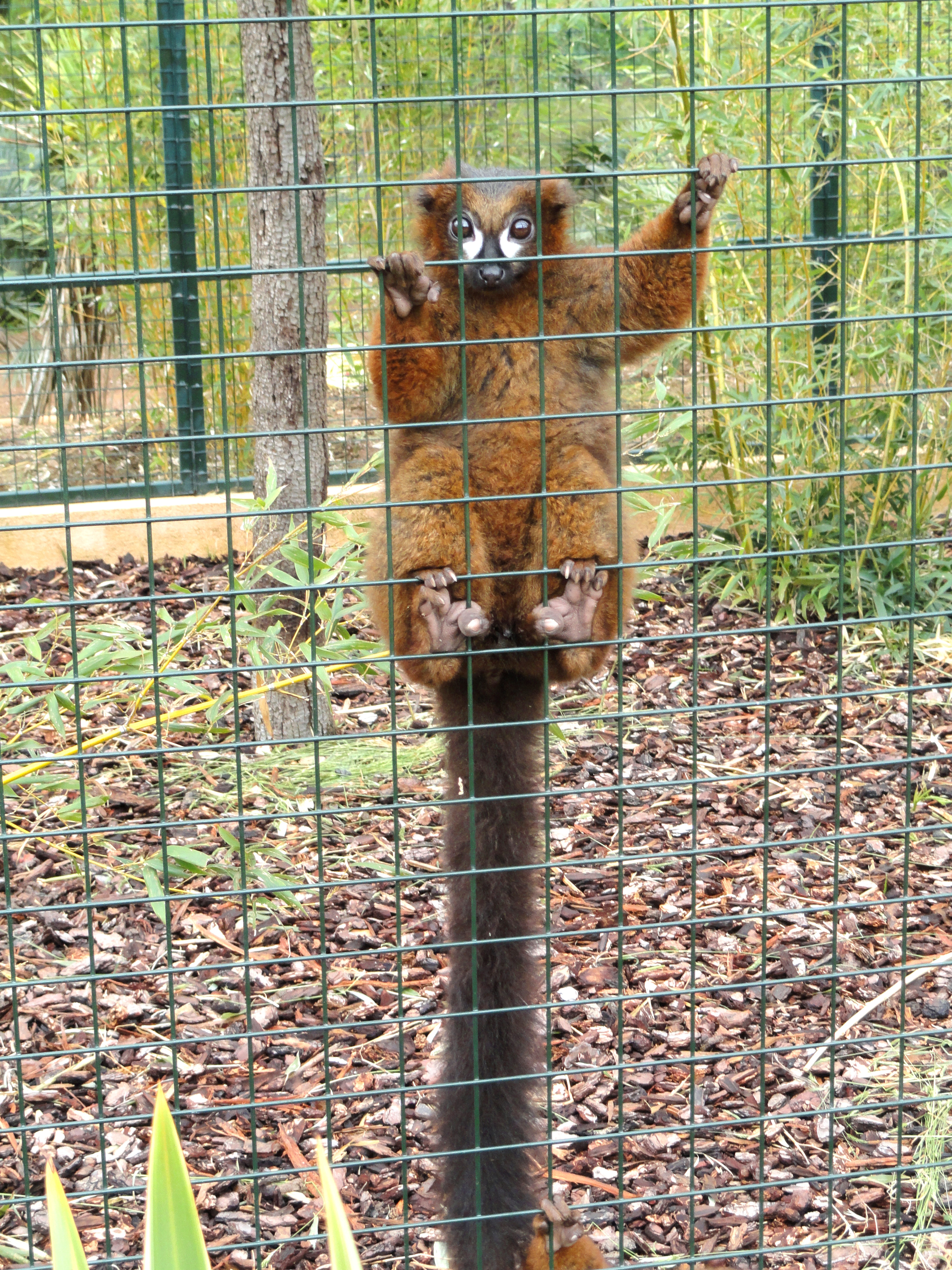
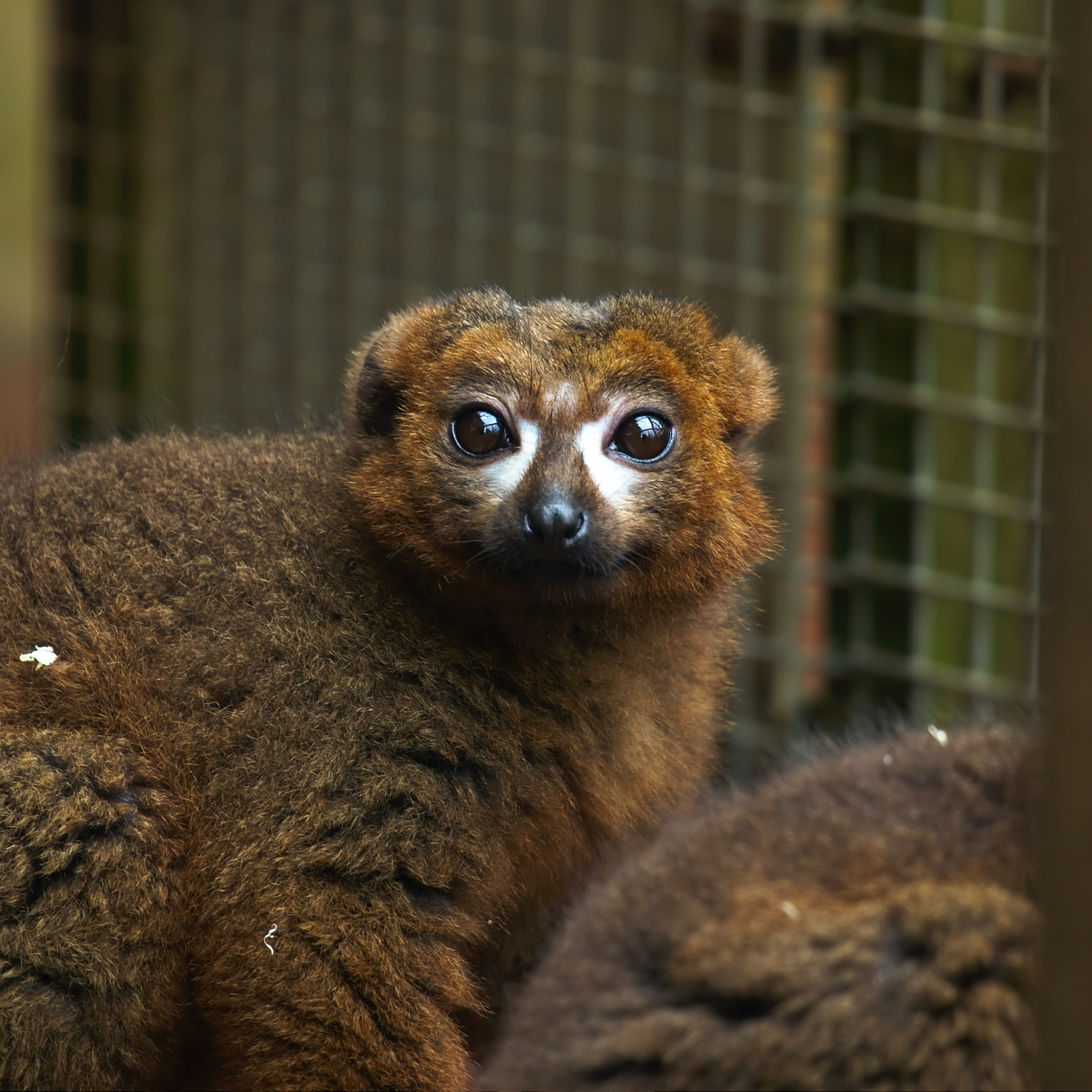